# SG NARVA Berlin
Die SG NARVA Berlin ist ein Sportverein aus Berlin.

## Geschichte
Aus der Anfang des 20. Jahrhunderts ins Leben gerufenen Osram-AG in Friedrichshain entwickelten sich diverse betriebliche Sportgruppen. Einhergehend mit den Baumaßnahmen in Vorbereitung auf die Olympischen Spiele 1936 wurde – ausgelagert der eigentlichen Lokalisation – ein Sportplatz (heute Bruno-Bürgel-Weg 99) erschaffen und eingeweiht. Nach Abschluss der Spiele in Berlin nutzten die Sportler des OSRAM-Konzerns weiterhin große Teile des auch nach dem Zweiten Weltkrieg kaum zerstörten Areals. Im Zuge der Wirrungen während der Nachkriegszeit wurde die Sportstätte der neu gegründeten Sportgruppe Niederschöneweide überlassen. Diese benannte sich 1947 in die Sportgemeinschaft Oberspree um, die im Februar 1949 mit der BSG Motor Friedrichshain-Ost fusionierte. Die erwachsenen Sportler der BSG waren fast ausschließlich beim VEB Berliner Glühlampenwerk (NARVA) beschäftigt.
Neustrukturierungen des beherbergenden Mutterbetriebs folgten und zogen auch Veränderungen in der Namensgebung mit sich. Die Namensgebungen Betriebssportgemeinschaft Mechanik Friedrichshain (ab 15. November 1950), BSG Motor Friedrichshain-Ost (ab 1951) und BSG Motor Berliner Glühlampenwerk (ab 1954) führten 1969 zur endgültigen Bezeichnung BSG NARVA Berlin, die bis zur Wende ihre Gültigkeit behielt. Nachfolgend wurde der Ost-Berliner Standort (Berlin-Friedrichshain) des Leuchtmittel-Herstellers NARVA abgewickelt, wodurch der Status als Betriebssportgemeinschaft verloren ging. Seither heißt der Verein Sportgemeinschaft NARVA Berlin.

## Sportliche Entwicklung
In der Zeit von der Gründung bis 1990 wuchs der Verein auf ca. 2500 Mitglieder und bis zu 15 Abteilungen an. Die Sportarten Handball und Fußball zeigten sich sportlich am erfolgreichsten. Während die Handballer in den 1960er Jahren als BSG BGW Berlin zum Oberhaus der Handball-Oberliga (DDR) gehörten, erreichten die Fußballer mit der DDR-Liga die zweithöchste Spielklasse. Die Fußballer der SG Niederschöneweide spielten 1945/1946 in der Staffel D der damals erstklassigen Berliner Stadtliga, verpassten jedoch die Qualifikation für die eingleisige Stadtliga. Die Fußballer der BSG gehörten der DDR-Liga sowohl 1974/75 als auch 1978/79 in der Staffel B an, stiegen jedoch jeweils als Elfter von zwölf Teams wieder in die Bezirksliga ab.
Im Zuge der Wiedervereinigung Deutschlands schrumpfte die Mitgliederzahl auf ein Fünftel, behielt aber seit 2002 zunächst ein stabiles Niveau (ca. 500). Nachdem sich die Fußballer dem FC Treptow anschlossen, stellen die Handballer (2025 mit 548 beziffert) den Schwerpunkt des Vereins mit fast drei Viertel der Mitglieder dar. Im Jahr 2005 hatte sich auch die Ruderabteilung aus dem Stammverein gelöst und den Ruderclub Narva-Oberspree gegründet. Bei den Handballern errang die 1. Männermannschaft 2003 und 2005 die Berliner Vizemeisterschaft, bevor 2006 die Berliner Meisterschaft gefeiert werden konnte. Die Mannschaft hielt die Klasse (Oberliga Berlin-Brandenburg) in den folgenden Jahren souverän, stieg im Zuge von Umstrukturierungen 2010 aber in die Verbandsliga Berlin (höchste Spielklasse der Hauptstadt) ab. Zugleich wurde die Jugendarbeit forciert. In den Jahren 2012 sowie 2014 konnten die männlichen und 2016 die weiblichen A-Jugend Berliner Meister werden, die zu überregionalen Qualifikationen (Oberliga Ostsee-Spree bzw. Regionalliga Ostsee-Spree) führten. Für seine Jugendförderung wurde der Verein mehrfach ausgezeichnet. Aktuell verfügt die Abteilung Handball über 30 Mannschaften im Spielbetrieb, von denen mehr als zwei Drittel Jugend-Teams sind.

## Bekannte Personen
- Joachim Wagner (Vereinsvorsitzender von 1959 bis 2009), Träger der Goldenen Ehrennadel und Ehrenmitglied des Handballverbands Berlin
- Torsten Fehling (Vereinsvorsitzender von 2009 bis 2014)
- Hans Ramp (IHF-Schiedsrichter)
- Willi Kutsche (IHF-Schiedsrichter)

## Abteilung Schach
Die Abteilung Schach wurde am 1. Juli 1950, etwa ein Jahr nach Gründung der Betriebssportvereinigung Berliner Glühlampenwerk (1. April 1949), als Sparte gegründet. Ihre „besten Jahre“ hatte die Abt. Schach um 1990. Mit bis zu fünf Mannschaften spielte man in der Stadt. Die 1. Mannschaft maß sich auf hohem Niveau in der Stadtliga Berlin. Eine erfolgreiche Nachwuchsarbeit, die 1989 zu zwei Berliner Meistern (AK 7/8 m und AK 9/10 m) und zwei Vizemeistern bei den Mädchen führte, blieb zunächst nicht nachhaltig, denn in den Jahren danach ging es mit der Mitgliederzahl steil bergab. Im Jahre 1993 verblieb nur ein „Stamm“ von acht Erwachsenen und sieben Kindern/Jugendlichen. Seit 1994/95 steigt die Mitgliederzahl wieder an. Seit 2003 spielen wieder 3 Mannschaften in den Berliner Klassen, es wurden Erfolge bei Jugendturnieren errungen und vordere Plätze bei Einzelturnieren. Nach der Corona-Pause stieg die Mitgliederzahl weiter an und überstieg wieder die 50, aktuell (Stand 1. Januar 2025) liegt sie bei 51.
Bekanntester Spieler aus der NARVA-Jugendarbeit ist der Großmeister Michael Richter.
Seit 2011 veranstaltet die SG NARVA Abteilung Schach regelmäßig das Kurt-Richter-Gedenkturnier, zum Gedenken an den mehrfachen Berliner Meister Kurt Richter. Initiator und bis heute treibende Kraft hinter dem Turnier ist der Ehrenpräsident vom Berliner Schachverband und Mitglied der SG NARVA, Gerhard Mietzelfeldt.